# Pontebba
Pontebba (friülà Pontebe, alemany Pontafel, eslovè Tablja) és un municipi italià, dins de la província d'Udine, dins la vall poliglota de Val Canale. L'any 2007 tenia 1.607 habitants. Limita amb els municipis de Dogna, Hermagor-Pressegger See (Àustria), Malborghetto Valbruna i Moggio Udinese

## Fraccions
- Aupa (Aupe)
- Frattis (Frattis)
- Studena Alta (Studene Alte)
- Studena Bassa (Studene Basse)
- San Leopoldo-La Gleisie (friülès San Leopold, eslovè Lipalja vas, alemany Leopoldskirchen) és una fracció curiosa per ser quatrilingüe
- Pietratagliata (Perteade).

## Administració
| Període   | Identitat            | Partit        |
| --------- | -------------------- | ------------- |
| 2004-2009 | Bernardino Silvestri | Llista cívica |
| 2009-     | Isabella De Monte    | Llista cívica |

## Personatges il·lustres
- Arturo Zardini, (Pontebba (UD) 1869 - Udin, 1923) compositor i poeta autor de stelutis alpinis.
- Adele Faccio, dirigent del Partito Radicale, destacada defensora de l'avortament a Itàlia.

## Galeria fotogràfica

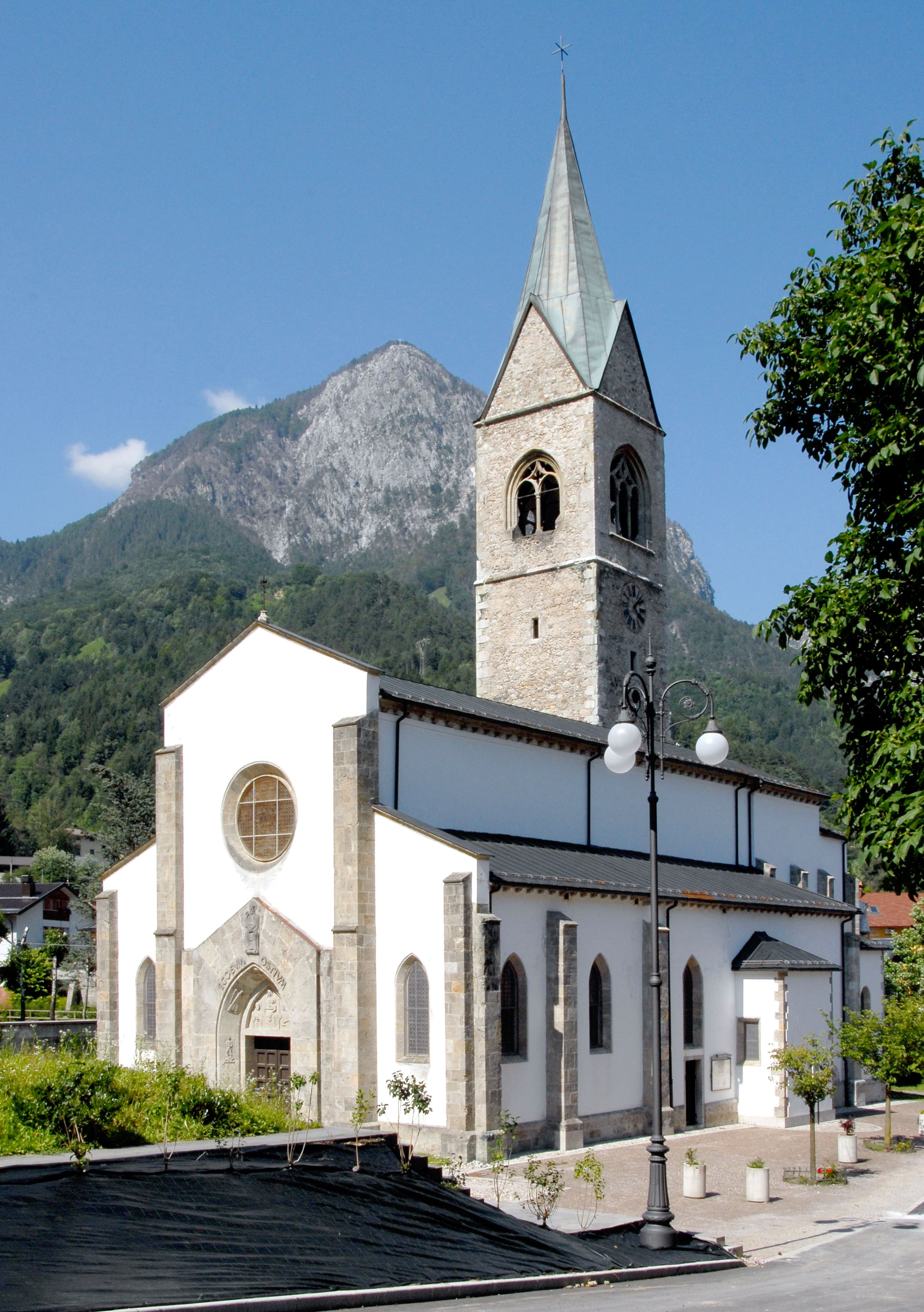
Pieve de Santa Maria Maggiore
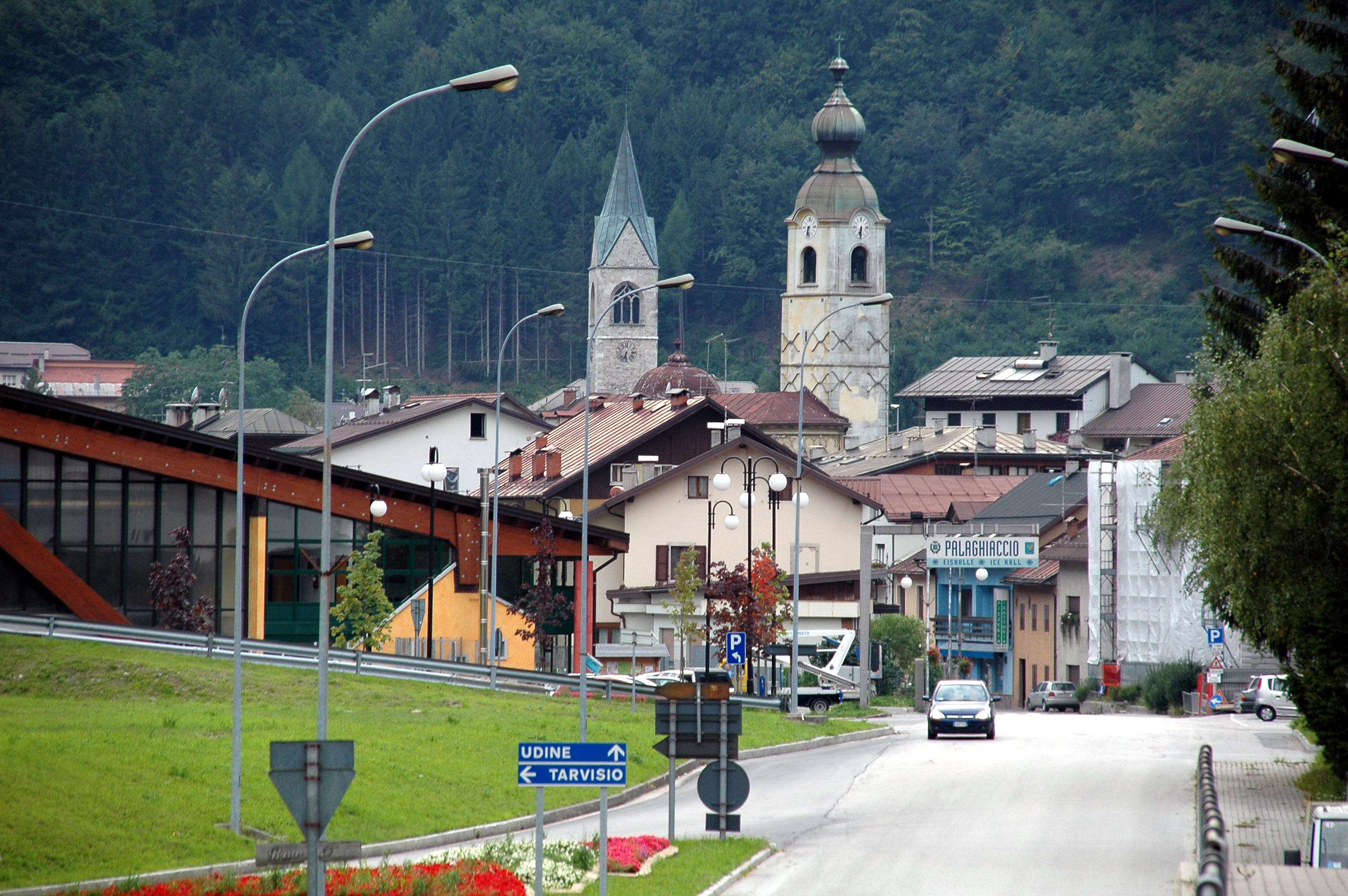
Vora el Palaghiaccio
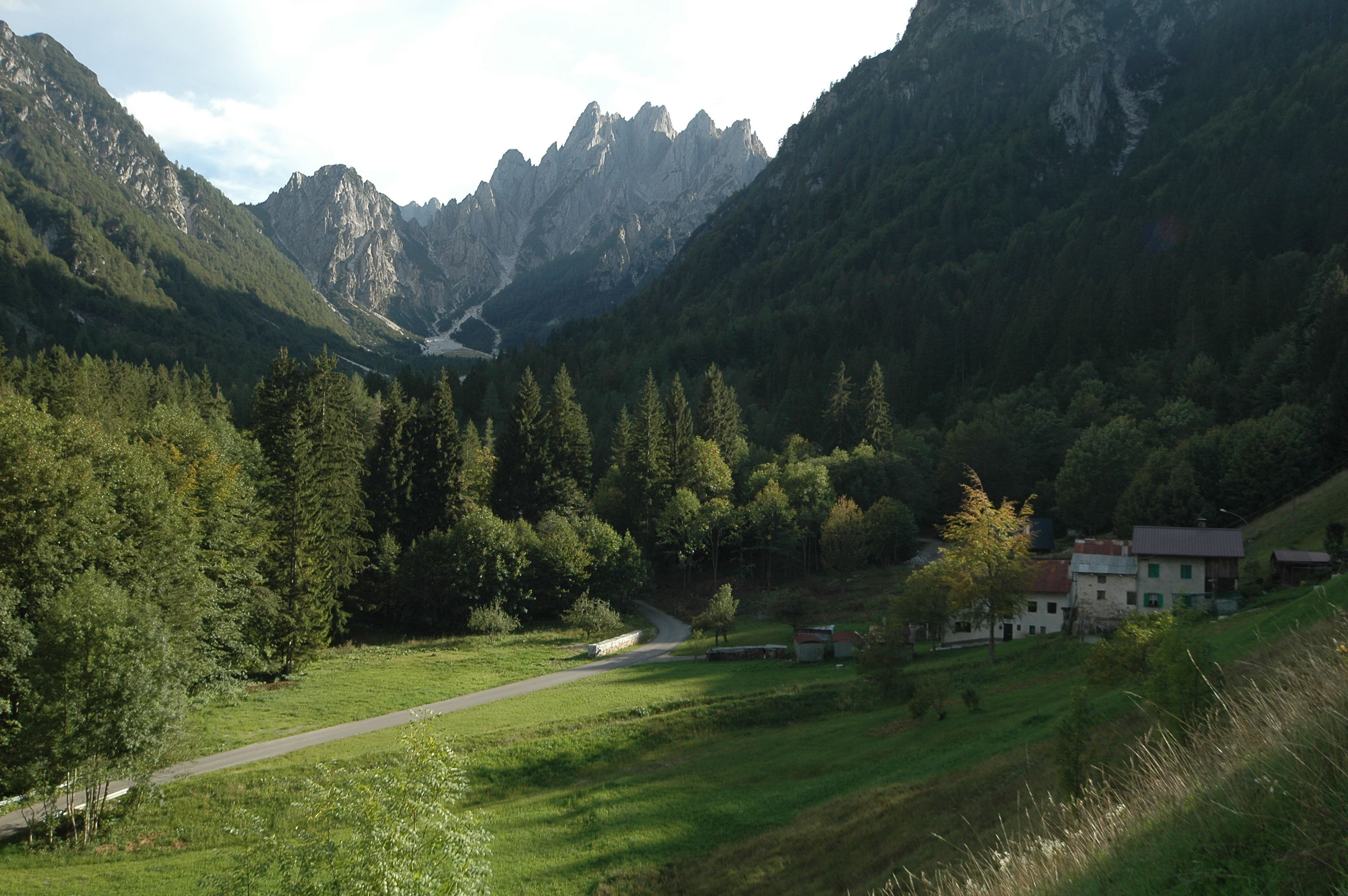
Aupa
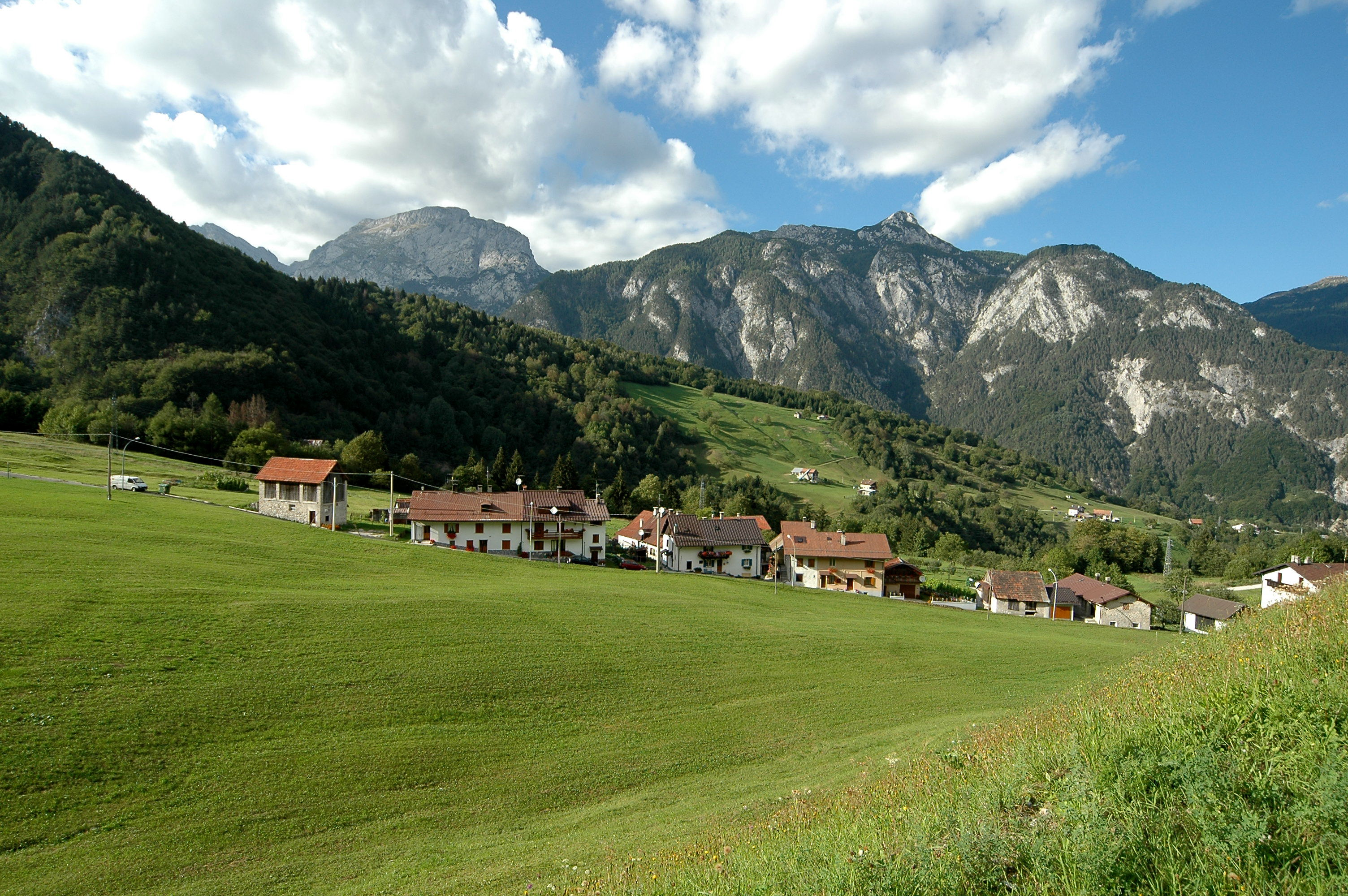
Studena Alta
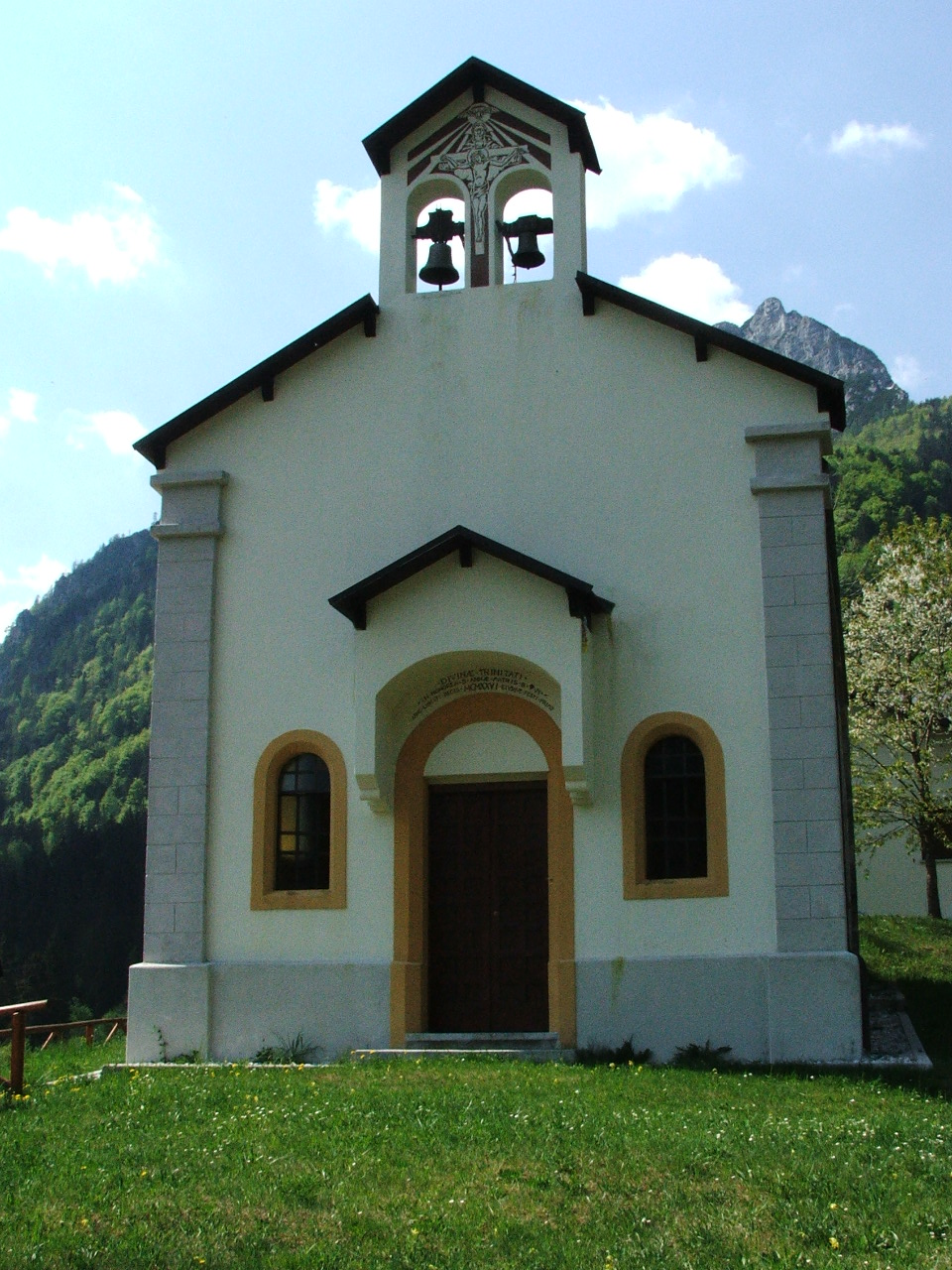
Chiesa di Sant'Anna in Aupa
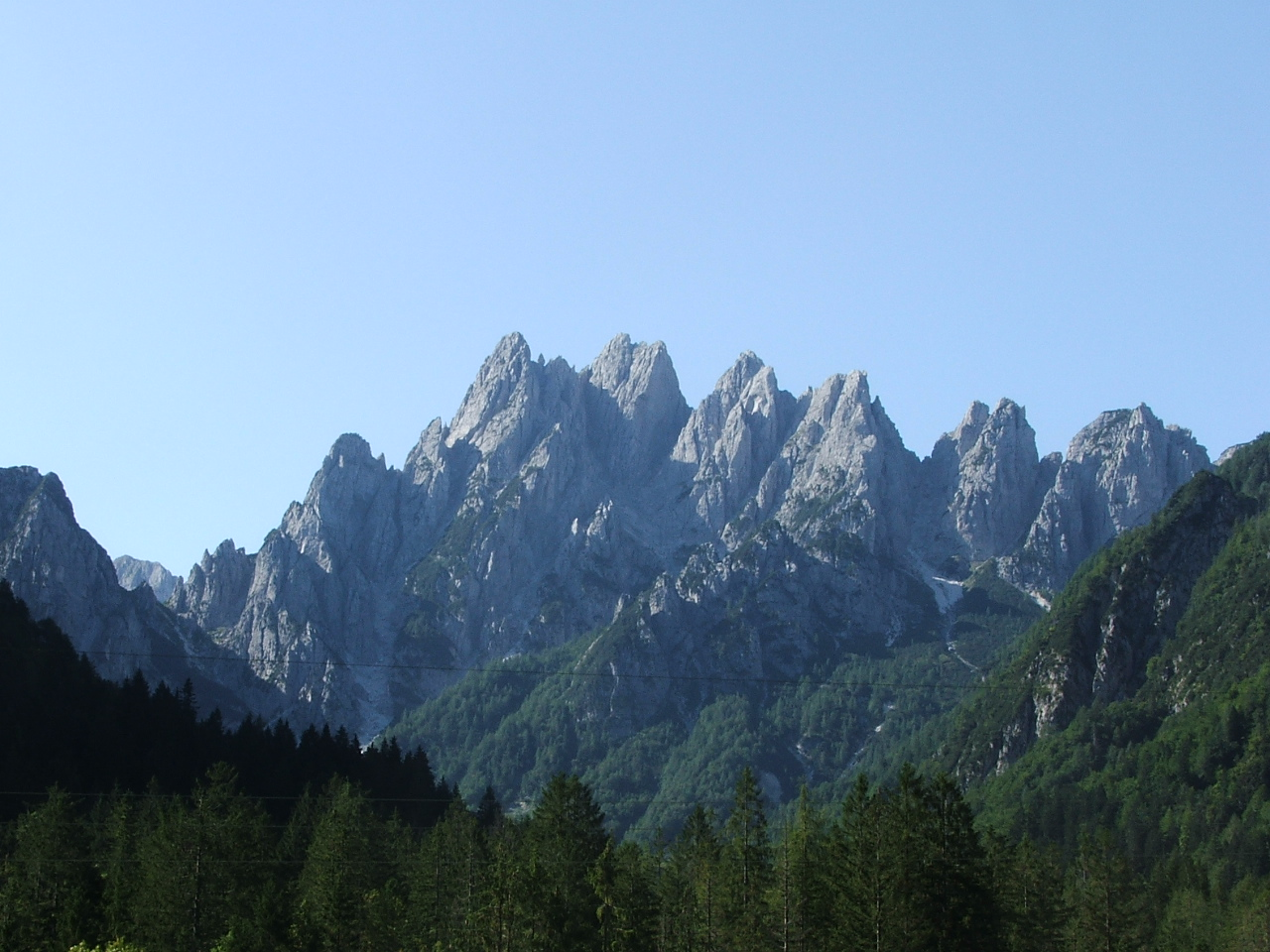
Gruppo del Gleris